# Myrmeleon berenice
Myrmeleon berenice är en insektsart som beskrevs av Banks 1913. Myrmeleon berenice ingår i släktet Myrmeleon och familjen myrlejonsländor. Inga underarter finns listade i Catalogue of Life.